# Kinotavr 2017
Le Kinotavr 2017, 28e édition du festival, s'est déroulé du 7 au 14 juin 2017.

## Déroulement et faits marquants
Le film Arythmie de Boris Khlebnikov remporte le Grand Prix, Rezo Gigineishvili remporte le Prix de la mise en scène pour Hostages et le Prix du meilleur premier film est remis à Tesnota de Kantemir Balagov.

## Jury
- Evgueni Mironov (président du jury), acteur
- Alexandre Veledinski, réalisateur
- Igor Grinyakin, directeur de la photographie
- Nancy Condee, professeur à l'université de Pittsburgh, spécialiste du cinéma russe et soviétique
- Igor Mishin, producteur
- Ioulia Peressild, actrice
- Aleksandr Rodionov, scénariste

## Sélection

### En compétition
- Arythmie (en russe : Аритмия) de Boris Khlebnikov
- Nearest and Dearest (en russe : Близкие) de Ksenia Zueva
- Blockbuster (en russe : Блокбастер) de Roman Volobuev
- Head. Two Ears de Vitaly Suslin
- Allume le feu ! (en russe : Жги) de Kirill Pletnev
- Hostages (en russe : Заложники) de Rezo Gigineishvili
- Dead Lucky de Vadim Valiullin
- Mythes de Alexander Molochnikov
- Ice Hole de Andreï Silvestrov
- Rock de Ivan Chakhnazarov
- All Will End Soon de Alexeï Roubine
- Tesnota de Kantemir Balagov
- Three Sisters de Iouri Grymov
- La selle turque (en russe : Турецкое седло) de Yousoup Razykov

### Film d'ouverture
- Tango froid (Холодное танго) de Pavel Tchoukhraï

### Film de clôture
- De l'amour. Pour adultes seulement (Про любовь. Только для взрослых) de Pavel Rouminov, Natalia Merkoulova, Alekxeï Tchoupov, Evgueni Sheliakine, Nigina Saïfoullaeva et Rezo Gigineishvili

### Hors compétition - Cinéma sur la place
- Les 28 Hommes de Panfilov (Двадцать восемь панфиловцев) de Kim Droujinine et Andreï Chalopa
- Bolchoï (Большой) de Valeri Todorovski
- Viking (Викинг) d'Andreï Kravtchouk
- The Spacewalker (Время Первых) de Dmitri Kisseliov
- Le Duelliste (Дуэлянт) d'Alexeï Mizguirev
- Les Sapins de Noël 5 (Ёлки 5) de Timour Bekmambetov, Indar Djendoubaev , Alexandre Kott , Vadim Perelman et Andreï Shavkero
- Le Marié (Жених) d'Alexandre Nezlobine
- Cuisine. Dernier combat (Кухня. Последняя битва)  d'Anton Fedotov
- Le Brise-glace (Ледокол) de Nikolay Khomeriki
- Attraction (Притяжение) de Fiodor Bondartchouk
- La Princesse des glaces (Снежная королева 3. Огонь и лед) d'Alexeï Tsitsiline
- Les Trois Chevaliers et le Roi des mers (Три богатыря и Морской царь) de Constantin Feoktistov
- Trois jours avant le printemps (Три дня до весны) d'Alexandre Kasatkine

## Palmarès
- Grand Prix : Arythmie de Boris Khlebnikov.
- Prix de la mise en scène : Hostages (en russe : Заложники) de Rezo Gigineishvili.
- Prix du meilleur premier film : Tesnota de Kantemir Balagov.
- Prix du meilleur acteur : Alexandre Yatsenko dans Arythmie.
- Prix de la meilleure actrice : Inga Oboldina dans Allume le feu !.
- Prix de la meilleure photographie : Vladislav Opelyants pour Hostages.
- Prix du meilleur scénario : Vitaly Suslin et Ivan Lashin pour Head. Two Ears.
- Prix de la meilleure musique : La selle turque de Yousoup Razykov.